# Strzelec Lwów
Klub Sportowy Związku Strzeleckiego Strzelec Lwów – polski klub piłkarski z siedzibą w mieście Lwów, działający w latach 1922–1939.

## Historia
Klub Sportowy Związku Strzeleckiego Strzelec został założony we Lwowie na początku lat 20. XX wieku. W 1922 roku drużyna zadebiutowała w rozgrywkach Klasy C podokręgu Lwów Lwowskiego OZPN. W 1930 zespół debiutował w Klasie B, podokręg Lwów, ale w 1934 została zorganizowana Liga Okręgowa, w związku z czym Klasa B została zdegradowana o jeden poziom. W sezonie 1936/37 zespół zwyciężył w podokręgu Lwów Lwowskiego OZPN i wrócił do Klasy A, zajmując 7. miejsce w sezonie 1937/38. W następnym sezonie 1938/39 awansował na piątą pozycji w podokręgu Lwów Klasy A. Ale na skutek wybuchu II wojny światowej – we wrześniu 1939 roku – działalność klubu została całkowicie zawieszona, a po zakończeniu II wojny światowej już nigdy nie reaktywowana.

## Poszczególne sezony

### Rozgrywki krajowe
| \| Polska \| Bilans występów klubu w rozgrywkach piłkarskich Polski (Stan na 31 maja 2025 r.) \| \| |                                                                                  |        |       |   |   |   |    |    |     |                      |        |        |      |
| Poziom                                                                                              | Rozgrywki                                                                        | Sezony | Mecze | Z | R | P | B+ | B– | Pkt | Lata                 | Awanse | Spadki | Naj. |
| I                                                                                                   | Liga                                                                             | 0      |       |   |   |   |    |    |     |                      |        |        |      |
| II                                                                                                  | Klasa A / Liga Okręgowa                                                          | 0      |       |   |   |   |    |    |     |                      |        |        |      |
| III                                                                                                 | Klasa B / Klasa A                                                                | 6      |       |   |   |   |    |    |     | 1930–1933, 1937–1939 | 0      | 1      | 5    |
| IV                                                                                                  | III liga / Klasa C / Klasa B                                                     | 7      |       |   |   |   |    |    |     | 1922–1926, 1934–1937 | 2      | 0      | 1    |
| | Puchar Polski                                                                    | 0      |       |   |   |   |    |    |     |                      |        |        |      |
| Polska                                                                                              | Bilans występów klubu w rozgrywkach piłkarskich Polski (Stan na 31 maja 2025 r.) |        |       |   |   |   |    |    |     |                      |        |        |      |

## Struktura klubu

### Stadion
Drużyna rozgrywała swoje mecze domowe we Lwowie na stadionie Pogoni Lwów lub na stadionie Czarnych Lwów na Bednarówce.